# 紀元前755年
紀元前755年（きげんぜん755ねん）は、西暦による年。

## 他の紀年法
- 干支 : 丙戌
- 中国
  - 周 - 平王16年
  - 魯 - 恵公14年
  - 斉 - 荘公贖40年
  - 晋 - 文侯26年
  - 秦 - 文公11年
  - 楚 - 蚡冒3年
  - 宋 - 武公11年
  - 衛 - 荘公揚3年
  - 陳 - 平公23年
  - 蔡 - 戴侯5年
  - 曹 - 桓公2年
  - 鄭 - 武公16年
  - 燕 - 鄭侯10年
- 朝鮮
  - 檀紀1579年
- ユダヤ暦 : 3006年 - 3007年

## 死去
- アッシュール・ダン3世